# Ібрагім ібн аль-Магді
Ібрагім ібн аль-Магді (779—839) — арабський правитель, відомий поет і музикант, представник династії Аббасидів, син халіфа Мухаммада ібн Мансура аль-Магді, брат Гарун ар-Рашида.

## Життєпис
817 року жителі Багдада підбурили повстання проти халіфа аль-Мамуна. Повстанці проголосили халіфом Ібрагіма ібн аль-Магді. 819, за кілька місяців облоги, аль-Мамун захопив Багдад, а аль-Магді втік. Надалі аль-Мамун його пробачив.